# مرز وظیفه (فیلم)
مرز وظیفه یا حد وظیفه (به انگلیسی: Line of Duty) فیلمی محصول سال ۲۰۱۹ و به کارگردانی استیون سی میلر است. در این فیلم بازیگرانی همچون آرون اکهارت، کورتنی ایتون، جسیکا لو، دینا میر، بن مک‌کنزی و جانکارلو اسپوزیتو ایفای نقش کرده‌اند.